# Amphiodia clarki
Amphiodia clarki är en ormstjärneart som beskrevs av Yin-Xia Liao 2004. Amphiodia clarki ingår i släktet Amphiodia och familjen trådormstjärnor. Inga underarter finns listade i Catalogue of Life.